# Цриквеница
Цриквеница је град у Хрватској, у Приморско-горанској жупанији. Према резултатима пописа из 2011. у граду је живело 11.122 становника, а у самом насељу је живело 6.860 становника.

## Географски положај
Цриквеница је смештена је на хрватској обали Јадранског мора, у Кварнерском заливу, око 35 km километара од Ријеке, средишта Приморско-горанске жупаније.
Град Цриквеница се, као локална самоуправа, састоји од места (од сјевера према југу): Јадраново, Драмаљ, Цриквеница и Селце.

## Историја
Старом Цриквеницом сматра се насеље Котор, смештено на врху оближњег истоименог брежуљка. Најстарије материјалне трагове присуства човека оставило је илирско становништво, а од Римљана остао је назив Ad Turres, који су Словени по досељавању у ове крајеве превели као Код тор (код торњева).
Котор је био велико насеље са жупном црквом и пет мањих цркава. Године 1776. велики пожар је уништио је цели Котор. Жупник и део црквених вредности нашли су уточиште у Павлинском манастиру у Цриквеници. Највећи део становништва преселио се ближе мору, а након пожара у Котор се вратило само неколико породица. Данас је он у рушевинама и напуштен.
Историја Цриквенице повезана је и условљена историјом суседне плодне долине Винодол. Из ове велике зелене колевке, током векова израсла су насеља уз обалу, прво као трговачке луке, а затим као рибарска насеља, и на крају градићи и туристичка места.
Континуитет људског живљења на овим просторима се може пратити унатраг више од 30 векова. О тако дугој насељености сведоче археолошки налази мачева, копаља, накита и остаци бројних праисторијских насеобина, смештених на заравњеним врховима брежуљака надомак мора. Њихови градитељи и становници, прво Јаподи, а од 4. века п. н. е. Либурни, с ових узвисина су надзирали уски канал између копна и острва Крка, а с друге стране су контролисали прастари путни правац кроз Винодол.
Природно заштићене увале пружале су уточиште и римским трговачким бродовима, а једна од таквих сигурних лука била је смештена у некад пловном, широком ушћу цриквеничке речице Дубрачине. Тек површне археолошке процене откривених налаза дају наслутити да су лука и насеље стари најмање 2.000 година.
У доба касне Антике, дуж морске обале водио је један огранак важне римског пута, која је полазила из Аквилеје у северној Италији, преко Сеније до римске провинције Далмације и у унутрашњост.
Касноантички географ Пеутингер (4. век нове ере) је забележио на овим просторима насеље Ад Турес, по којем је у новије време названо познато туристичко насеље у Цриквеници.
У 8. веку ове пределе насељавају Словени и у Винодолу организују своју жупу која се састојала од слободних општина. Досељеници су се бавили земљорадњом, сточарством и рибарством, а од затеченог романског становништва прихватили су вештину узгоја винове лозе те су и сам латински назив плодне удолине, Vallis vinearia, превели у долина вина. Винодолом се у старија времена називала не само удолина, као данас, него много шири простор, укључујући и пределе уз морску обалу. Недалеко од Цриквенице налази се некропола Странче — Горица.
У средњем веку, простори данашње Цриквенице припадали су жупи Винодол којом су готово 450 година владали крчки кнезови познатији као Франкопани. Године 1225. ова кнежевска породица долази у посед жупе Винодол и влада њоме све до погубљења Петра Зринског и Франа Крсте Франкопана у Бечком Новом Месту 1671. године.
У окриљу кнезова Франкопана, а заслугом слободних становника винодолских градова, настао је 1288. године Винодолски закон. Винодолски закон се примењивао на простору жупе Винодол, а био је писан народним језиком и глагољицом.
Оснивачем данашње Цриквенице сматра се кнез Никола Франкопан. Он је далеке 1412. године наредио да се сагради манастир Св. Павла Пустињака на ушћу речице Дубрачине у море, уз средњовековну цркву — од чега је изведен назив Цриквеница. Манастирска зграда повезала је околна рибарска насеља и постала средиште јавног и културног живота. У новије време у овом историјском здању је уређен хотел Каштел.
У цриквеничком манастиру је прво знање стекао Ђулио Кловио, чувени ситносликар, рођен 1498. године у Винодолу, недалеко од Цриквенице.
У средњем веку Цриквеница је била лука франкопанског каштела Грижане. Њени становници су се бавили претежно риболовом, а у једном документу из 1609. године спомиње се тунолов уз поток Дубрачину. Вековима су цриквенички рибари ловили у Кварнеру, а средином 19. века у потрази за новим ловиштима почели су се исељавати на друге континенте. Место од 18. века припада Модрушко-ријечкој жупанији.
У Цриквеници је 1921. забележено 306 особа руског порекла, већином избеглица из Совјетске Русије; у месту је 3. фебруара 1924. освећена руска црква. У време Краљевине СХС Цриквеница је у Приморско-крајишкој области, седиште Карловац, а затим у Савској па Бановини Хрватској.
У време окупације Југославије у Другом светском рату, Цриквеница је у тзв. НДХ, у великој жупи Винодол-Подгорје. Место је ослобођено током завршних операција за ослобођење земље, 16. априла 1945.

## Становништво
На попису становништва 2011. године, град Цриквеница је имао 11.122 становника, од чега у самом Цриквеници 6.860.
На попису становништва 2001. године, град Цриквеница је имао 11.348 становника, од чега у самом Цриквеници 7.121.

## Попис 1991.
На попису становништва 1991. године, насељено место Цриквеница је имало 5.763 становника, следећег националног састава:
| Попис 1991.‍   | Попис 1991.‍  | Попис 1991.‍ | Попис 1991.‍ | Попис 1991.‍ |
| ------------- | ------------ | ----------- | ----------- | ----------- |
|               |              |             |             |             |
| Хрвати        | Хрвати       |             | 4.794       | 83,18%      |
| Срби          | Срби         |             | 285         | 4,94%       |
| Југословени   | Југословени  |             | 166         | 2,88%       |
| Муслимани     | Муслимани    |             | 149         | 2,58%       |
| Албанци       | Албанци      |             | 71          | 1,23%       |
| Словенци      | Словенци     |             | 50          | 0,86%       |
| Македонци     | Македонци    |             | 12          | 0,20%       |
| Црногорци     | Црногорци    |             | 11          | 0,19%       |
| Мађари        | Мађари       |             | 10          | 0,17%       |
| Немци         | Немци        |             | 7           | 0,12%       |
| Италијани     | Италијани    |             | 5           | 0,08%       |
| Чеси          | Чеси         |             | 5           | 0,08%       |
| Аустријанци   | Аустријанци  |             | 1           | 0,01%       |
| Јевреји       | Јевреји      |             | 1           | 0,01%       |
| Пољаци        | Пољаци       |             | 1           | 0,01%       |
| Роми          | Роми         |             | 1           | 0,01%       |
| Руси          | Руси         |             | 1           | 0,01%       |
| Словаци       | Словаци      |             | 1           | 0,01%       |
| остали        | остали       |             | 6           | 0,10%       |
| неопредељени  | неопредељени |             | 114         | 1,97%       |
| регион. опр.  | регион. опр. |             | 14          | 0,24%       |
| непознато     | непознато    |             | 58          | 1,00%       |
| укупно: 5.763 |              |             |             |             |